# كارولين بيرك (ممثلة)
كارولين بيرك (بالإنجليزية: Caroline Burke)‏ هي صحفية ومخرجة وممثلة أمريكية، ولدت في 7 يوليو 1913 في بورتلاند في الولايات المتحدة، وتوفيت في 5 ديسمبر 1964 في نيويورك في الولايات المتحدة.

## وصلات خارجية
- كارولين بيرك (ممثلة) على موقع IMDb (الإنجليزية)
- كارولين بيرك (ممثلة) على موقع قاعدة بيانات برودواي على الإنترنت (الإنجليزية)